# Tortilia graeca
Tortilia graeca is een vlinder uit de familie Stathmopodidae. De wetenschappelijke naam is voor het eerst geldig gepubliceerd in 1981 door Kasy.
De soort komt voor in Europa.